# Paramycodrosophila pictula
Paramycodrosophila pictula är en tvåvingeart som först beskrevs av de Meijere 1911.  Paramycodrosophila pictula ingår i släktet Paramycodrosophila och familjen daggflugor. Inga underarter finns listade i Catalogue of Life.